# گات تلنت اسپانیا
گات تلنت اسپانیا (به اسپانیایی: Got Talent España)، نسخه اسپانیایی سری بین‌المللی گات تلنت است. این برنامه به میزبانی سانتی میان است و از کانال اسپانیایی تلسینکو پخش می‌شود. ایده اصلی برنامه جستجوی استعدادترین و امیدوارکننده‌ترین سرگرمی است. این برنامه در ۱۳ فوریه ۲۰۱۶ آغاز شد. نمایش جدید ادامه سری اصلی تینس تلنتو است (فارسی: شما استعداد دارید) که یک فصل را از ۲۵ ژانویه ۲۰۰۸ در کواترو آغاز کرده بود، به میزبانی نوریا روکا و ادواردو آلدن و بعد از یک فصل قطع شد. در ۱۵ ژوئن ۲۰۱۵، مدیاست اسپانیا از احیای این سری برای کانال اصلی این گروه تلسینکو خبر داد. داوران عبارت بودند از ادورنه، اوا هاچه، خسوس وازکز و خورخه خاویر وازکز.